# Interkontinentální pohár 1981
Dvacátý ročník Interkontinentálního poháru byl odehrán dne 13. prosince 1981 na národním stadionu v Tokiu. Ve vzájemném zápase se střetli vítěz Poháru mistrů evropských zemí ročníku 1980/81 – Liverpool FC a vítěz Poháru osvoboditelů ročníku 1981 – CR Flamengo, který zvítězil 3:0.

## zápas
| 13. prosince 1981 |        |                           |                                                                  |
| Liverpool FC      | 0 : 3  | CR Flamengo               | Olympijský stadion, Tokio diváci: 62.000 rozhodčí: Rubio Vásquez |
|                   | report | 12', 41' Nunes 34' Adílio | Olympijský stadion, Tokio diváci: 62.000 rozhodčí: Rubio Vásquez |

## Vítěz
| Interkontinentální pohár 1981 CR Flamengo (1. vítězství) |